# Graphische Sammlungen Weimar
Die Graphischen Sammlungen der Klassik Stiftung Weimar zählen mit ihren rund 230.000 Werken zu den bedeutendsten ihrer Art in Deutschland. Sie bieten einen umfassenden Überblick über das graphische Schaffen in Europa vom 15. bis zum 21. Jahrhundert.

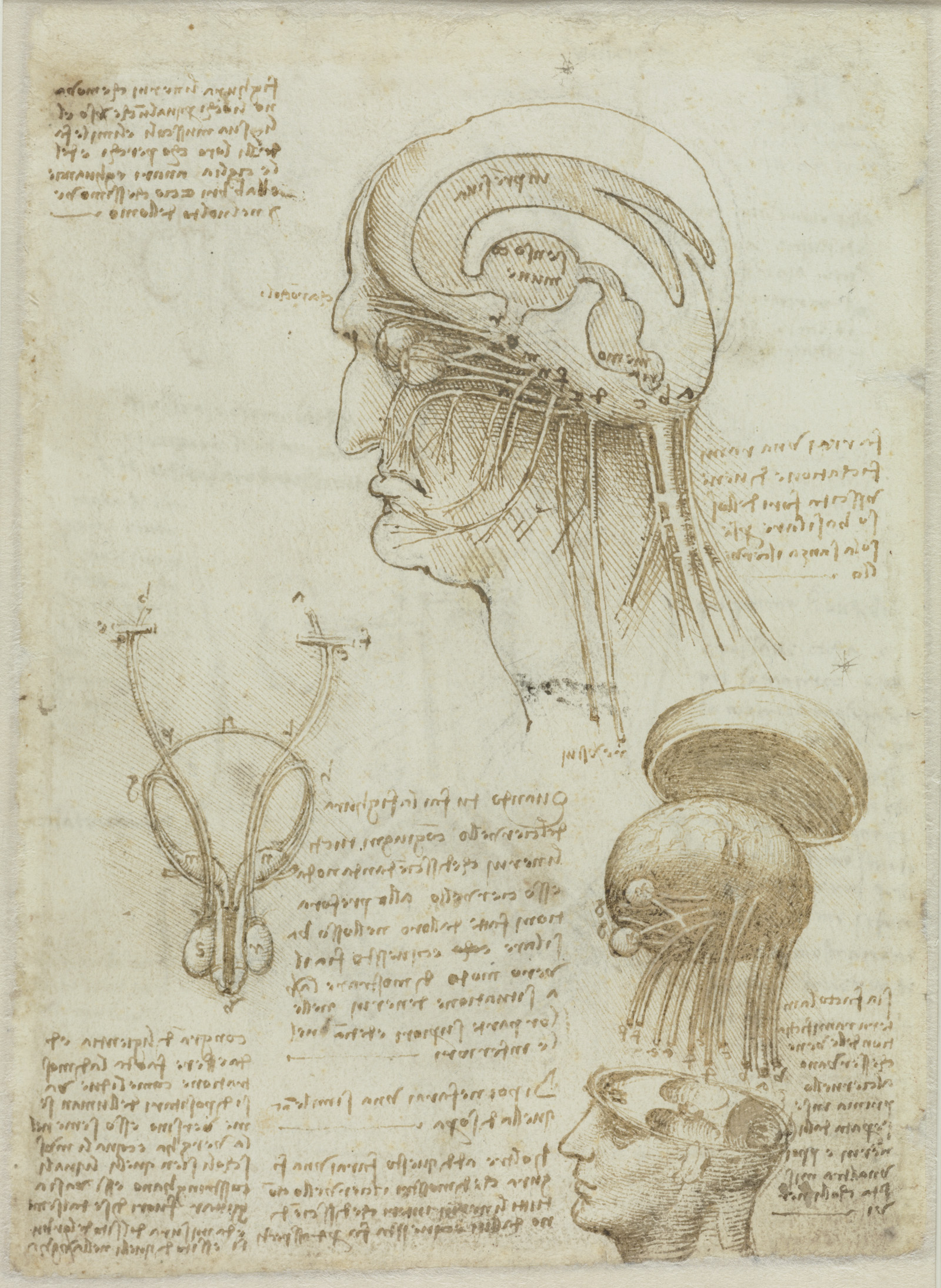
Leonardo da Vinci, Manuskriptblatt mit anatomischen Zeichnungen und Notizen, 1506/08
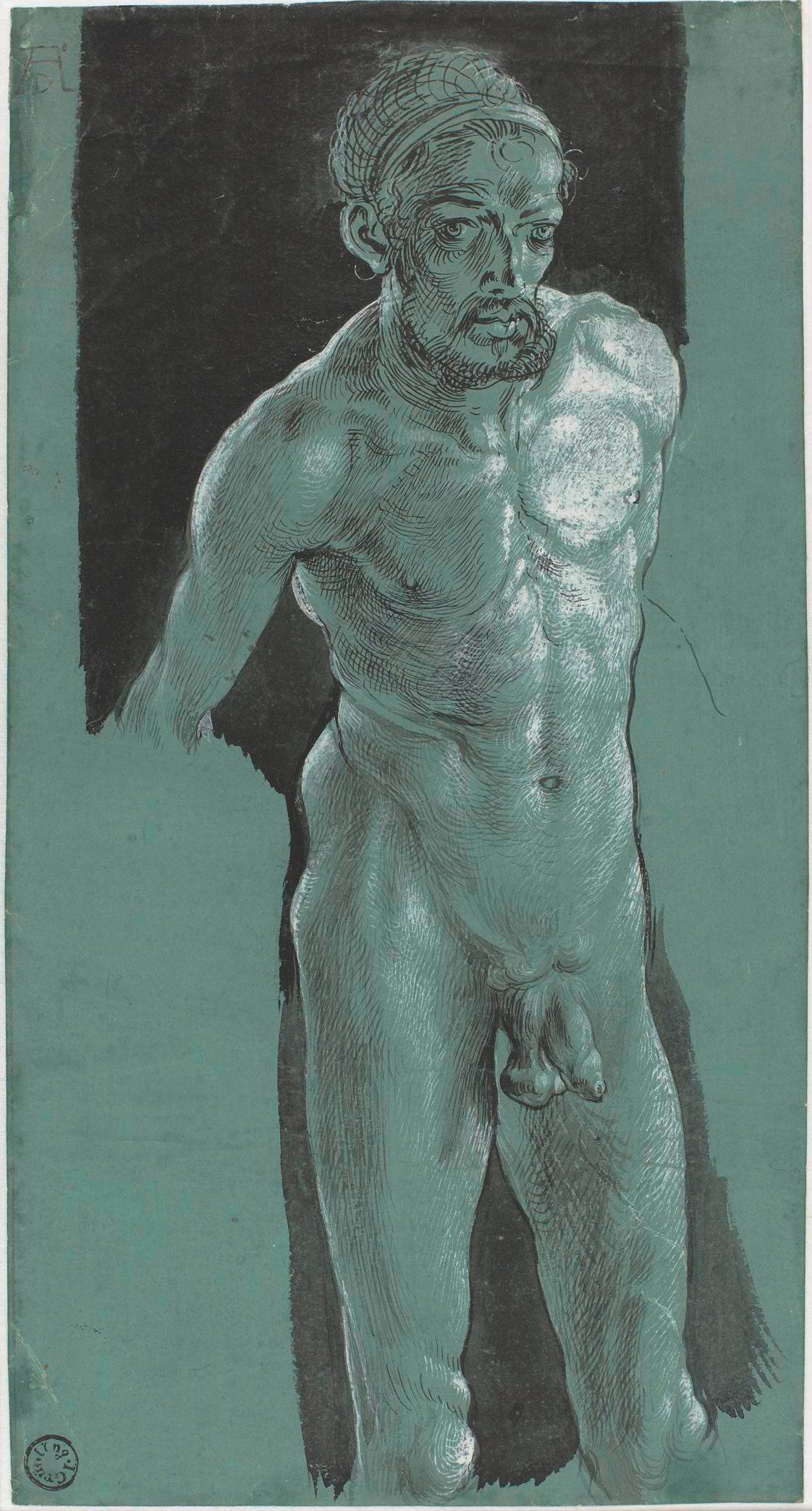
Albrecht Dürer, Selbstbildnis als Akt, um 1509
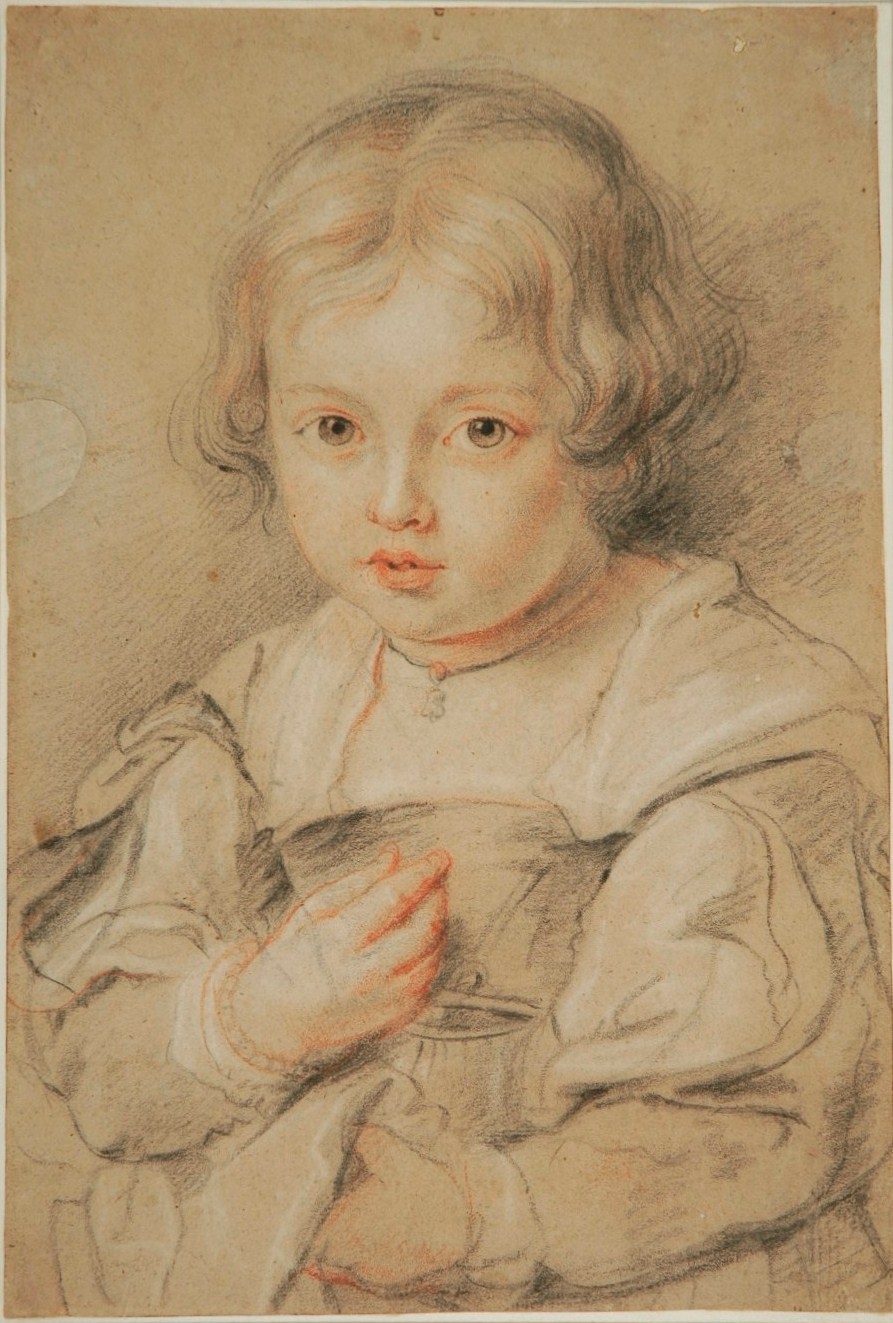
Peter Paul Rubens, Bildnis der Tochter (Susan) des Balthasar Gerbier, 1629/30
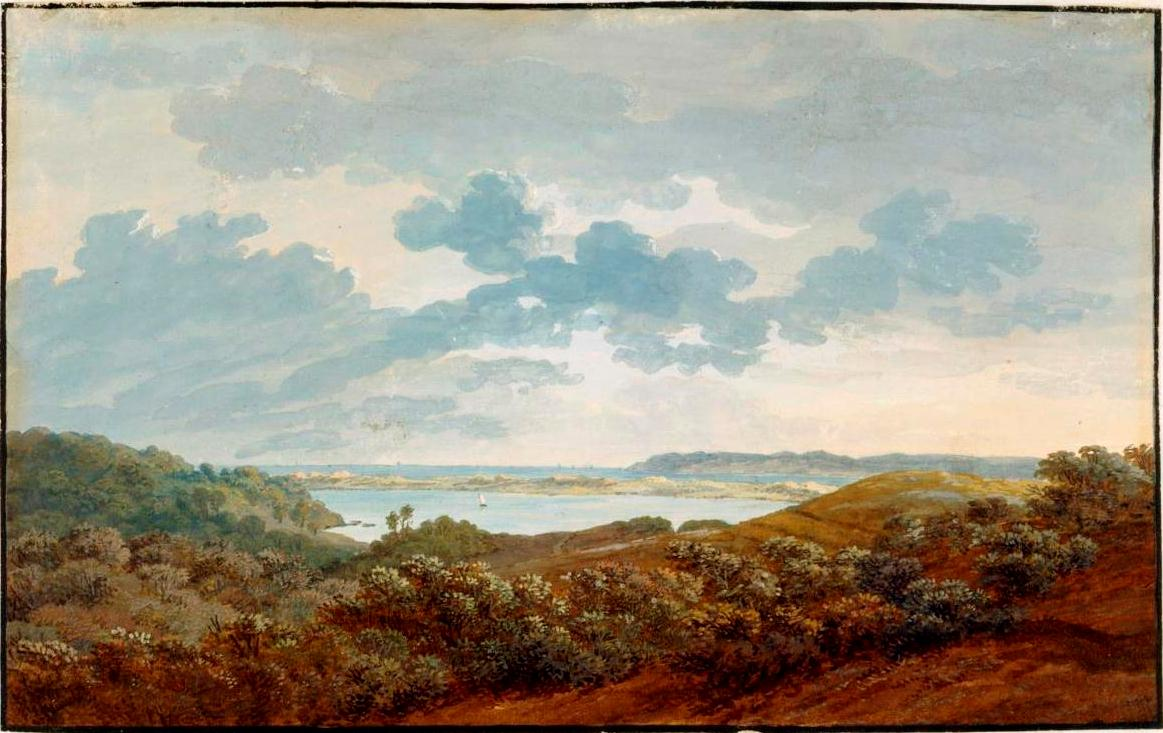
Caspar David Friedrich, Rügenlandschaft mit Meeresbucht, um 1802
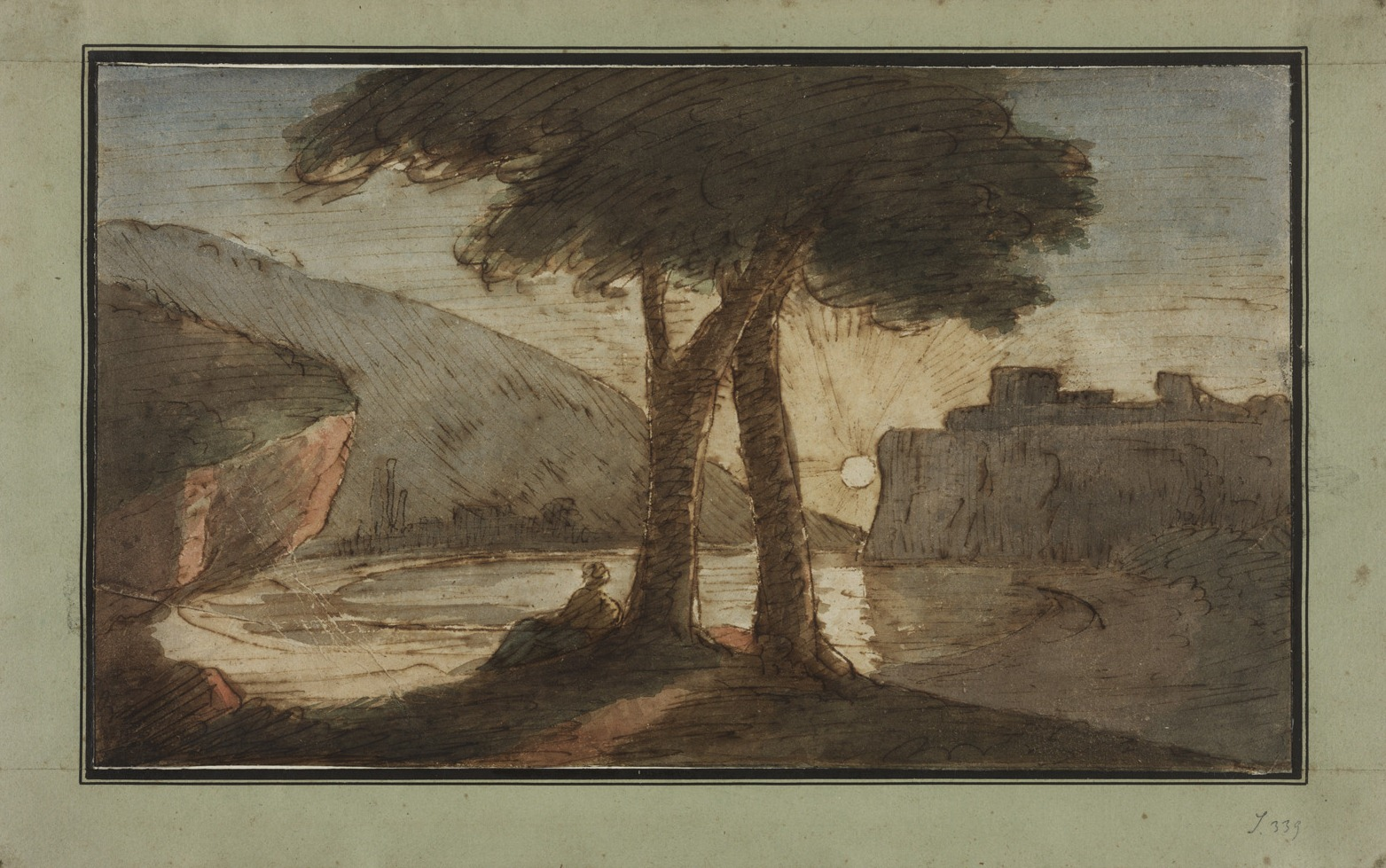
Johann Wolfgang von Goethe, Neapolitanische Küste, am Posillipo, 1808
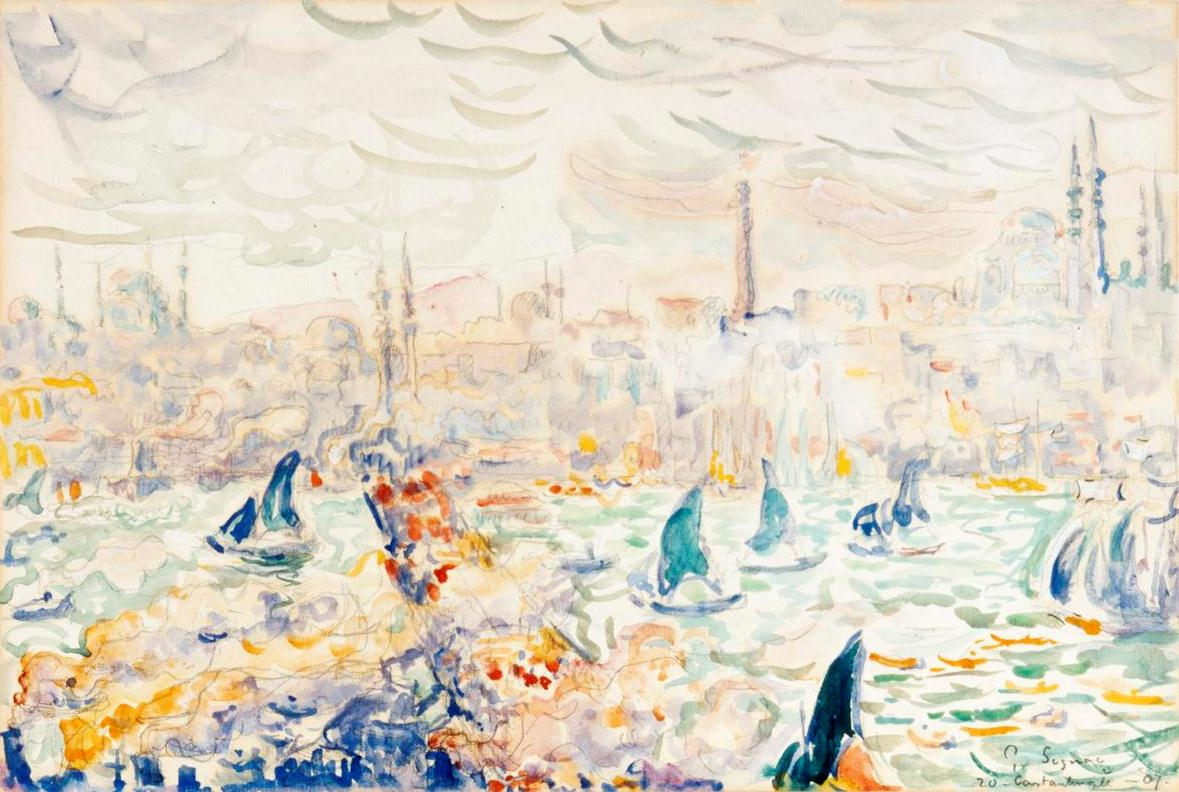
Paul Signac, Hafen von Konstantinopel, nach 1892

## Geschichte
Den Grundstock der Sammlungen bildet der Bestand des früheren Großherzoglichen Kupferstichkabinetts. Dessen herausragende Qualität gewährleisteten die kluge Ankaufspolitik der Fürsten sowie die Beratung Goethes, der die Oberaufsicht über die Unmittelbaren Anstalten für Wissenschaft und Kunst innehatte. Nach der Verstaatlichung des Großherzoglichen Besitzes 1919 führte das Land Thüringen die graphischen Bestände weiter und konnte sie durch Schenkungen, Nachlässe und Neuerwerbungen vor allem auf dem Gebiet der Moderne erweitern.
Einen weiteren prominenten Kernbereich bildet die Kunstsammlung Goethes – gegen Ende seines Lebens eine der großen Privatkollektionen im damaligen Deutschland. So meinte Goethe: „Sie wunderten sich über den seltsamen Reichthum in den verschiedensten Fächern, und Ihre Verwunderung würde noch gestiegen sein, wenn Zeit und Neigung Ihnen erlaubt hätte, von allem Kenntniß zu nehmen, was ich besitze.“
Der dritte große Bestand umfasst die graphischen Bestände des 1885 gegründeten Goethe-Nationalmuseums.
Im Zuge der Fusion zwischen der Stiftung Weimarer Klassik und den Staatlichen Kunstsammlungen zu Weimar wurden die graphischen Bestände beider Institutionen zusammengeführt. Die dadurch gewonnene Gesamtheit der Zeichnungen und Drucke ermöglicht einen vollständigen, beispielhaften Überblick über das europäische graphische Schaffen vom 15. bis zum 21. Jahrhundert.
Die Bestände können nach Voranmeldung von Dienstag bis Freitag in der Benutzerabteilung des Goethe-Nationalmuseums oder im Sonderlesesaal der Herzogin Anna Amalia Bibliothek eingesehen werden.

## Bestand
Die heutigen Graphischen Sammlungen setzen sich aus drei großen Beständen zusammen.
Bestand des Großherzoglichen Kupferstichkabinetts:
Heute sind in der Sammlung des früheren Großherzoglichen Kupferstichkabinetts alle Zeichentechniken und Spielarten druckgraphischer Techniken vertreten. Sie umfasst rund 35.000 Handzeichnungen, darunter Werke großer Meister wie Leonardo da Vinci, Raffael, Albrecht Dürer, Lucas Cranach der Ältere, Giovanni Domenico Tiepolo, Peter Paul Rubens, Anthonis van Dyck, Rembrandt van Rijn, Jacques Callot, François Boucher, Caspar David Friedrich, Philipp Otto Runge, Edvard Munch und Auguste Rodin. Dazu kommen 140.000 druckgraphische Blätter, unter anderem bedeutender italienischer Chiaroscuro-Künstler, nahezu komplette Konvolute aus dem Œuvre von Dürer, Lucas Cranach d. Ä., Rembrandt oder Callot, aber auch von dem Bauhaus-Künstler Lyonel Feininger sowie von prominenten DDR-Künstlern. Wertvolle, auf der Welt einmalige Inkunabeln steigern zusätzlich die kunsthistorische Bedeutung der Sammlung.
Kunstsammlung Goethes:
Goethe besaß über 9000 Druckgraphiken und mehr als 2000 Handzeichnungen. Unter diesen Blättern befinden sich Arbeiten von Albrecht Altdorfer, Parmigianino, Giovanni Francesco Barbieri (Guercino), Jacopo Tintoretto, Rembrandt, Abraham Bloemaert, Jacob de Wit (1695–1754), Claude Lorrain und Antoine Watteau; aber auch Werke von Goethes deutschen Zeitgenossen sind vertreten unter anderem von Jakob Philipp Hackert, Johann Heinrich Wilhelm Tischbein, C. D. Friedrich und Runge. Eine Sonderstellung nehmen die etwa 2100 eigenhändigen Zeichnungen des Dichters selbst ein.
Graphische Bestände des Goethe-Nationalmuseums:
Der dritte große Bestand von mehr als 40.000 Blatt umfasst die graphischen Bestände des 1885 gegründeten Goethe-Nationalmuseums. Ihr Schwerpunkt liegt auf der Goethe-Zeit und den über sie hinausweisenden Aspekten der Weimarer Kulturgeschichte bis zur Gegenwart. Zu Künstlernachlässen zum Beispiel von Johann Heinrich Meyer, Louise Seidler oder Bartold Asendorpf kommen Sonderbestände etwa zu Franz Liszt, Friedrich Nietzsche und zur Illustrationskunst literarischer Werke hinzu.